# Danh sách loại súng
Danh sách các loại súng là danh sách các loại súng trên các nước và không bao giờ có thể đầy đủ vì khoa học vũ khí luôn sản xuất nhiều loại súng khác nhau trong tương lai.

## Đạn dược
Đạn dành cho súng lục
- 22 Long Rifle
- .32 SW Long
- 7.62 Sport (của Nga có nền tảng từ 7.62 Nagant)
- 7.62х38mmR Nagant
- .38 S&W
- .38 S&W Special
- .357 Magnum
- .41 Magnum
- .38-44
- .44 Special
- .44 Magnum
- .455 Webley Mk.II
- .45 Shofield
- .45 Colt (.45LC)
- .454 Casull
- .500 S&W Magnum
- 12 Gauge
- 20 gauge

Đạn dành cho súng ngắn bán tự động và súng tiểu liên
- HK 4.6x30mm
- 5.45x18 MPTs
- 5.7x28mm FN
- 6.35x16SR Browning /.25ACP
- .25 NAA
- .32 NAA
- 7.65x17SR Browning /.32ACP
- .30 Pedersen
- 7.62x25mm Tokarev
- .223 Timbs (5.56/7.62x25)
- 7.63 Mannlicher
- 7.65x21mm Luger
- 8x22 Nambu
- 9x17 Browning Kurz / Short /.380 ACP
- 9x18 Ultra
- 9x18mm Makarov PM
- 9x19 Parabellum
- 9x19mm Luger
- 9x19 7N31 xuyên giáp
- 9x20SR Browning Long
- 9x21 IMI
- 9х21 SP11
- 9х21 SP10 xuyên giáp
- .38 Super
- 9x23 Winchester
- .357 SIG
- 9x25 Mauser
- 9 Winchester Magnum
- .40 S&W
- .41AE
- 10mm Auto
- .45 GAP
- .45 ACP
- .45 Winchester Magnum
- .50 AE

Đạn dành cho súng trường tấn công
- 4.9 DM11 caseless
- 4.6x36 HK (Thử nghiệm tại Đức)
- 4.9x49 Enfield (Thử nghiệm tại Anh)
- 5.45x39 7N6
- .222 Remington Special (Thử nghiệm tại Hoa Kỳ)
- .224 Winchester E2 (Thử nghiệm tại Hoa Kỳ)
- 5.56x45 NATO
- 5.56x45 /.223 Remington hợp kim (Thử nghiệm)
- 5.8x42 DAP-87
- 6x45 SAW (Thử nghiệm tại Hoa Kỳ)
- 6x49 Unified (Thử nghiệm tại Nga)
- .25 Winchester FA-T110 (Thử nghiệm tại Hoa Kỳ)
- 6.5 Grendel
- 6.8 Remington SPC
- 7x43 FN /.280/30 British
- .30 M1 carbine
- 7.62x39 M43
- 7.62x45 NATO
- 7.62x45 Vz.52
- 7.62x51 NATO
- 7.92x33 PP Kurz
- 9х39 SP5 đạn bắn tỉa cận âm
- 9х39 SP6 đạn AP cận âm

Đạn dành cho súng trường, súng ngắm và súng máy
- 6x60 USN (.236 Lee Navy)
- 6.5x50SR Arisaka
- 6.5x52 Carcano
- 6.5x55 M92
- 6.5x55 M42 sniper
- .276 Pedersen (7x51)
- 7.35x51 Carcano
- 7.5x54 M1929C
- 7.5x55 GP11
- 7.62x51 NATO
- 7.62x54R
- 7.65x53 (x54) Argentinean Mauser (1939)
- 7.65x53 (x54) Argentinean Mauser
- .30-06 US / 7.62x63
- .300 Winchester Magnum
- .303 Mk.VII / 7.7x57R
- 7.7x58SR Type 92
- 7.92x57 Mauser
- 7.92x61 Norwegian
- 8x50R Steyr
- 8x50R Lebel
- 8x56R M30 Steyr
- 8x59 M35 Breda
- 8x63 M32 Bofors
- .338 Lapua Magnum
- 9.3x64 (9СН)

Đạn dành cho súng máy nòng lớn và súng bắn tỉa công phá
- .408 Cheytac
- .416 Barrett
- .460 Steyr
- 12.7x81SR Breda /.50 Vickers
- 12.7x99mm Browning /.50 BMG
- 12.7x108mm
- 14.5x114

## Súng ngắn

### Súng ngắn ổ xoay
Ấn Độ
- IOF.32

 Ba Lan
- Gward

 Bỉ
- Apache
- Belgian M1871
- Belgian M1878
- Belgian M1883
- Bossu
- Henrion, Dassy & Heuschen
- MAS 1873
- Modèle 1892
- Nagant M1895
- FN Barracuda
- Frontier Bulldog

 Brazil
- Taurus Judge
- Taurus Model 605
- Taurus Model 607
- Taurus Model 608
- Taurus Model 627
- Taurus Model 731
- Taurus Model 85
- Taurus Raging Bull
- Rossi Model 971
- Rossi Model 9711

 Chile
- FAMAE

 Trung Quốc
- 9mm police

 Đế quốc Áo-Hung
- Rast-Gasser M1898

 Đức
- Korth Combat
- JTL-E.500 S&W Magnum 12"
- M1879 Reichsrevolver
- Mauser Zig-Zag
- Weihrauch

 Hà Lan
- Armtech SMOLT

 Hoa Kỳ (Mỹ)
- ASP
- CADCO Medusa
- Charter Arms Bulldog
- Colt.357
- Colt Detective Spl.
- Colt Agent
- Colt Anaconda
- Colt Army Model 1860
- Colt Boa
- Colt Border Patrol
- Colt Buntline
- Colt Buntline Scout
- Colt Cobra
- Colt Commando
- Colt Detective Special
- Colt Diamondback
- Colt DS-II
- Colt Dragoon
- Colt Peacemaker
- Colt Python
- Colt Python Hunter
- Colt Python Silhouette
- Colt Python Target
- Colt King Cobra
- Colt Patterson Model 1836
- Colt Walker Model 1847
- Colt Navy Model 1851
- Colt Pocket Navy Model 1862
- Colt Police Model 1862
- Colt Baby Dragoon
- Colt/Root M1855
- Colt Single Action Army Model 1873
- Colt SF-VI
- Colt Survivor
- Colt Bisley
- Colt Lightning Model 1877
- Colt Thunderer Model 1877
- Colt Trooper
- Colt Trooper Mk III
- Colt Trooper Mk V
- Colt Frontier Model 1878
- Colt Frontier Scout
- Colt Lawman Mk III
- Colt Lawman Mk V
- Colt Magnum Carry
- Colt Marshall
- Colt Metropolitan Mk III
- Colt New Navy Model 1889
- Colt New Army Model 1892
- Colt New Army Model 1894
- Colt New Marine Model 1905
- Colt Army Special Model 1908
- Colt New Service
- Colt Frontier Sixshooter
- Colt New Frontier
- Colt M1909
- Colt M1917
- Colt New Service Target
- Colt Shooting Master
- Colt Camp Perry
- Colt Pocket Positive
- Colt Police Positive
- Colt Police Positive Target
- Colt Bankers Special
- Colt Police Positive Special
- Colt Mk. III Trooper Lawman
- Colt Mk. V, King Cobra, Anaconda
- Colt Official Police
- Colt Official Police Mk III
- Colt Army Special
- Colt Officers Model Special
- Colt Officers Model Target
- Colt Officers Model Match
- Colt Viper
- Freedom Arms Model 83.500 WE
- MIL Thunder 5
- John Ross/Performance Center.500 S&W Magnum
- Pepper-box
- Remington Model 1858
- Remington Model 1875
- Remington Model 1875 Army
- Ruger Bowen.500 Maximum
- Ruger Blackhawk
- Ruger Bisley
- Ruger Bisley Vaquero
- Ruger GP-100
- Ruger New Model Single Six
- Ruger LCR
- Ruger Redhawk
- Ruger SA
- Ruger Security Six
- Ruger Service Six
- Ruger Single Action
- Ruger Single Six
- Ruger SP 101
- Ruger Speed Six
- Ruger Super Blackhawk
- Ruger Super Redhawk
- Ruger Vaquero
- Ruger GP 100
- Smith & Wesson.22 Military & Police
- Smith & Wesson.22/32 Hand Ejector
- Smith & Wesson.22/32 Target Model
- Smith & Wesson.32 Single Action
- Smith & Wesson.32 Double Action
- Smith & Wesson.32 Hand Ejector
- Smith & Wesson.32 Hand Ejector Model of 1903
- Smith & Wesson.32 Military & Police
- Smith & Wesson.32 Safety Hammerless
- Smith & Wesson.32 Regulation Police
- Smith & Wesson.32-20 Hand Ejector
- Smith & Wesson.32-20 Hand Ejector Model of 1902
- Smith & Wesson.32-20 Hand Ejector Model of 1905
- Smith & Wesson.38 Chief's Special
- Smith & Wesson.38 Double Action
- Smith & Wesson.38 DA Perfected
- Smith & Wesson.38 Military & Police
- Smith & Wesson.38 Military & Police Model of 1902
- Smith & Wesson.38 Military & Police Model of 1905
- Smith & Wesson.38 Military & Police Victory Model
- Smith & Wesson.38 Military & Police Airweight
- Smith & Wesson.38 Safety Hammerless
- Smith & Wesson.38 Single Action
- Smith & Wesson.38 Regulation Police
- Smith & Wesson.38 Terrier
- Smith & Wesson.38 Winchester Double Action
- Smith & Wesson.38/44 Heavy Duty
- Smith & Wesson.38/44 Outdoorsman
- Smith & Wesson.44 Double Action
- Smith & Wesson.44 Double Action Frontier
- Smith & Wesson.44 Hand Ejector First Model
- Smith & Wesson.44 Military Model of 1908
- Smith & Wesson.44 Military Model of 1926
- Smith & Wesson.44 Military Model of 1950
- Smith & Wesson.44 Hand Ejector Second Model
- Smith & Wesson.44 Hand Ejector Third Model
- Smith & Wesson.44 Hand Ejector Fourth Model Target
- Smith & Wesson.44 Magnum
- Smith & Wesson.45 Hand Ejector US Service Model of 1917
- Smith & Wesson.455 Mark II Hand Ejector
- Smith & Wesson Aircrewman
- Smith & Wesson American
- Smith & Wesson Bodyguard Airweight
- Smith & Wesson Centennial
- Smith & Wesson Highway Patrolman
- Smith & Wesson Ladysmith
- Smith & Wesson M13 Aircrewman
- Smith & Wesson Model 1
- Smith & Wesson Model 1-1/2
- Smith & Wesson Model 10
- Smith & Wesson Model 11
- Smith & Wesson Model 12
- Smith & Wesson Model 13
- Smith & Wesson Model 14
- Smith & Wesson Model 15
- Smith & Wesson Model 16
- Smith & Wesson Model 16-4
- Smith & Wesson Model 17
- Smith & Wesson Model 18
- Smith & Wesson Model 19
- Smith & Wesson Model 2
- Smith & Wesson Model 21
- Smith & Wesson Model 22
- Smith & Wesson Model 23
- Smith & Wesson Model 24
- Smith & Wesson Model 242
- Smith & Wesson Model 25
- Smith & Wesson Model 25-2
- Smith & Wesson Model 25-5
- Smith & Wesson Model 26
- Smith & Wesson Model 27
- Smith & Wesson Model 29
- Smith & Wesson Model 296
- Smith & Wesson Model 3 Pocket Pistol
- Smith & Wesson Model 30
- Smith & Wesson Model 317
- Smith & Wesson Model 325
- Smith & Wesson Model 327
- Smith & Wesson Model 327PD
- Smith & Wesson Model 329
- Smith & Wesson Model 331
- Smith & Wesson Model 332
- Smith & Wesson Model 337
- Smith & Wesson Model 340PD
- Smith & Wesson Model 342
- Smith & Wesson Model 351
- Smith & Wesson Model 357PD
- Smith & Wesson Model 36
- Smith & Wesson Model 360
- Smith & Wesson Model 37
- Smith & Wesson Model 38
- Smith & Wesson Model 386
- Smith & Wesson Model 396
- Smith & Wesson Model 40
- Smith & Wesson Model 42
- Smith & Wesson Model 43
- Smith & Wesson Model 431
- Smith & Wesson Model 432
- Smith & Wesson Model 442
- Smith & Wesson Model 45
- Smith & Wesson Model 460XVR
- Smith & Wesson Model 48
- Smith & Wesson Model 49
- Smith & Wesson Model 50
- Smith & Wesson Model 500
- Smith & Wesson Model 51
- Smith & Wesson Model 520
- Smith & Wesson Model 53
- Smith & Wesson Model 544
- Smith & Wesson Model 547
- Smith & Wesson Model 56
- Smith & Wesson Model 57
- Smith & Wesson Model 57-5 Mountain Gun
- Smith & Wesson Model 58
- Smith & Wesson Model 581
- Smith & Wesson Model 586
- Smith & Wesson Model 60
- Smith & Wesson Model 60-9
- Smith & Wesson Model 610
- Smith & Wesson Model 617
- Smith & Wesson Model 619
- Smith & Wesson Model 620
- Smith & Wesson Model 624
- Smith & Wesson Model 625
- Smith & Wesson Model 625-2
- Smith & Wesson Model 625-3
- Smith & Wesson Model 625-8
- Smith & Wesson Model 625-10
- Smith & Wesson Model 625 Mountain Gun
- Smith & Wesson Model 627
- Smith & Wesson Model 629
- Smith & Wesson Model 63
- Smith & Wesson Model 631
- Smith & Wesson Model 632
- Smith & Wesson Model 637
- Smith & Wesson Model 64
- Smith & Wesson Model 640
- Smith & Wesson Model 640-1
- Smith & Wesson Model 642
- Smith & Wesson Model 646
- Smith & Wesson Model 65
- Smith & Wesson Model 651
- Smith & Wesson Model 657
- Smith & Wesson Model 66
- Smith & Wesson Model 67
- Smith & Wesson Model 68
- Smith & Wesson Model 681
- Smith & Wesson Model 686
- Smith & Wesson Model 686P
- Smith & Wesson Model 686PP
- Smith & Wesson Model 696
- Smith & Wesson Model 940
- Smith & Wesson Model 944
- Smith & Wesson Model 73
- Smith & Wesson Model of 1953.22/32 Target
- Smith & Wesson Model of 1953.22/32 Kit Gun
- Smith & Wesson Model of 1953.22/32 Kit Gun Airweight
- Smith & Wesson Model of 1950
- Smith & Wesson Model of 1955.45 Target
- Smith & Wesson New Century
- Smith & Wesson New Model 3
- Smith & Wesson New Model 3 Single Action
- Smith & Wesson New Model 3 Target Model
- Smith & Wesson New Model 3 Turkish
- Smith & Wesson New Model 3 Frontier
- Smith & Wesson New Model 3.38 Winchester
- Smith & Wesson K-200
- Smith & Wesson K-22
- Smith & Wesson K-32
- Smith & Wesson K-38
- Smith & Wesson Triple Lock
- Smith & Wesson Russian
- Smith & Wesson Schofield
- QSPR silent revolver
- Ultimate 500
- Union

 Hungary
- Rast & Gasser M1898 Army

 Liên hiệp Vương quốc Anh và Bắc Ireland
- Adams Mk2
- Adams Mk3
- Adams Mk4
- Beaumont-Adams
- British Bulldog
- Enfield
- Kerr's Patent
- Sterling
- Tranter
- Webley
- Webley-Fosbery

 Pháp
- Apache
- Chamelot Delvigne French 1873
- Henrion, Dassy & Heuschen
- LeMat
- Lefaucheux M1858
- MAS 1873
- Manurhin MR 73
- Manurhin MR 73 Gendarmerie
- Manurhin MR 73 Sport
- Manurhin Spécial Police F1
- Manurhin MR 88
- Manurhin MR 93
- Manurhin MR 96
- Velo-dog

 Philippines
- ARMSCOR M200
- ARMSCOR M202
- ARMSCOR M206
- ARMSCOR M210

 Nga
- MR-412 REX
- Nagant M1895
- IzMech MP-412
- R-92
- U-94 Udar
- OTs-01 Kobalt
- OTs-20 Gnom
- OTs-38 Stechkin
- Udar

 Nhật Bản
- Bajōzutsu
- Hinawa
- Kiểu 26
- Nambu Model 60
- Tanegashima

 Tây Ban Nha
- Astra.44 MAGNUM CTG
- Astra Cadix
- Astra Police
- Astra Model 44
- Zulaica

 Thụy Sĩ
- 1872 Swiss
- Schmidt M1882

 Tiệp Khắc
- ALFA
- ALFA Steel
- HOLEK

 Úc
- Pfeifer Zeliska.600 Nitro Express

 Ukraine
- Yesaul

 Ý
- 1873 Buntline Target
- Beretta Laramie
- Beretta Stampede
- Chiappa Rhino
- Mateba Model 6 Defence
- Mateba Model 6 Dynamic Sportiva
- Mateba Model 6 Home Protection
- Mateba Model 6 Hunter
- Mateba Model 6 Unica
- Mateba MTR-8
- Mateba Grifone
- Chiappa Rhino

### Súng ngắn bán tự động,Súng ngắn tự động
Ai Cập
- Helwan

 Áo
- Roth Steyr M1907
- Steyr Hahn M1912
- Ganzstahl Sportpistole Wolf Ultramatic Mod. LV
- Glock
- Glock 17
- Glock 17L
- Glock 18
- Glock 19
- Glock 20
- Glock 21
- Glock 22
- Glock 23
- Glock 24
- Glock 25
- Glock 26
- Glock 27
- Glock 28
- Glock 29
- Glock 30
- Glock 31
- Glock 32
- Glock 33
- Glock 34
- Glock 35
- Glock 36
- Glock 37
- Glock 38
- Glock 39
- Glock 41
- Glock 42
- Glock-VBR 7.92
- Hogue Avenger
- Steyr GB
- Steyr M

 Ấn Độ
- Ashani

 Argentina
- Ballester-Molina
- Ballester Molina
- Ballester Rigaud
- Bersa 83
- Bersa 95
- Bersa Mini-Thunder 9
- Bersa Mini-Thunder 40
- Bersa Thunder 9
- Bersa Thunder 22
- Bersa Thunder 32
- Bersa Thunder 40
- Bersa Thunder 45
- Bersa Thunder 380
- Bersa Thunder 9
- Hafdasa Criolla
- Zonda C22

 Ba Lan
- P-64
- P-83 Wanad
- P-93
- MAG-95
- VIS wz.35
- WIST-94

 Bỉ
- Baby Browning
- Bayard 1908
- Bergmann Bayard M1910
- Bergmann-Bayard
- Bergmann-Bayard.45
- Browning Challenger
- Browning Hi-Power
- Browning Hi-Power Mk.II
- Browning Hi-Power Mk.III
- Browning HP-DA/HP-DAO
- Browning Medalist
- FN 140DA
- FN Model 1900
- FN Model 1903
- FN Model 1905
- FN Model 1910
- FN Model 1922
- FN Browning HP
- FN Browning BDA
- FN Browning HP-DA / BDA9 / BDAO
- FN Browning BDM
- FN Herstal FNP
- FN Five-seven
- FN Forty-Nine
- FN GP35
- FN L9A1
- FN HP-DA
- FN FNP-9 / PRO-9
- FN FNP-45
- FN Model 1903
- Glock-VBR 7.92
- VBR-Belgium CQBW

 Bohemia
- Krnka

 Brazil
- IMBEL MD1
- Taurus Millennium
- Taurus 24/7
- Taurus PT92
- Taurus PT99
- Taurus PT100
- Taurus PT101
- Taurus PT911
- Taurus PT940
- Taurus PT945
- Taurus PT111
- Taurus PT140
- Taurus PT145
- Taurus PT1911
- Taurus PT22

 Bulgaria
- Arcus 94
- Arcus 98DA
- Arsenal P-M02

 Canada
- Para Ordnance LDA
- Para Ordnance P13-45
- Para Ordnance P16-10
- Para Ordnance P16-40
- Para Ordnance P18-9
- NAACO Brigadier

 Các Tiểu vương quốc Ả Rập Thống nhất
- Caracal

 Bắc Triều Tiên (Cộng hòa dân chủ nhân dân Triều Tiên)
- Kiểu 68

 Trung Quốc
- Kiểu 54
- Kiểu 59
- Kiểu 64
- Kiểu 67
- Kiểu 77
- Kiểu 80
- Model 77B
- Norinco Type 85 Bayonet
- QSW-06
- QSZ-92

 Croatia
- PHP
- HS2000
- IM Metal HS 2000
- RH-ALAN HS-95
- RH-ALAN PHP-MV9
- Springfield Armory XD-9
- Springfield Armory XD-40
- Springfield Armory XD-357
- Springfield Armory XD-45LE
- Springfield Armory XD-45ACP

 Đài Loan
- T75

 Đế quốc Áo-Hung
- Frommer Stop
- Kolibri
- Steyr Mannlicher M1894
- Steyr Mannlicher M1901
- Steyr Roth M1907

 Đức
- Beholla
- Bergmann 1896
- Bergmann-Bayard
- Bergmann Mars
- Bergmann Number 5
- Bergmann Simplex
- Borchardt C-93
- Dreyse M1907
- Mauser C96
- Mauser 1910
- Mauser 1914
- Mauser 1934
- Mauser HSc
- Mauser M2
- Luger P08
- HK-4
- HK VP 70
- Heckler & Koch P11 (bắn dưới nước)
- Heckler & Koch Mk.23
- Heckler & Koch P10
- Heckler & Koch P20
- Heckler & Koch P2000
- Heckler & Koch P2000SK
- Heckler & Koch P30
- Heckler & Koch P46
- Heckler & Koch P7
- Heckler & Koch P7M8
- Heckler & Koch P7M13
- Heckler & Koch P7M10
- Heckler & Koch P7K3
- Heckler & Koch P7M7
- Heckler & Koch P7PT8
- Heckler & Koch P8
- Heckler & Koch P80
- Heckler & Koch P9
- Heckler & Koch P9S
- Heckler & Koch P9K
- Heckler & Koch UCP
- Heckler & Koch HK 45
- Heckler & Koch USP
- Korth
- Korriphila HSP-701
- Liliput
- Sauer 38H
- Schouboe
- Schwarzlose Model 1898
- Schwarzlose Model 1908
- Ortgies
- Walther P38
- Walther PP và Walther PPK
- Walther PP Super
- Walther P5
- Walther P88
- Walther P99
- Walther P9S
- Walther PPS
- VEB Maschinenpistole

 Đức /  Thụy Sĩ
- Browning BDA.9
- Browning BDA.38
- Browning BDA.45
- Browning BDA.380
- Lignose Einhand
- SIG Sauer P220
- SIG Sauer P225
- SIG Sauer P226
- SIG Sauer P228
- SIG Sauer P229
- SIG Sauer P239
- SIG Sauer P230
- SIG Sauer P230-JP
- SIG Sauer P232
- SIG Sauer P239
- SIG Sauer P245
- SIG Sauer P250
- SIG Sauer Mosquito
- SIG Sauer Pro

 Nam Triều Tiên (Hàn Quốc)
- Daewoo DH380
- Daewoo DH40
- Daewoo DH45
- Daewoo DP51
- Daewoo K5

 Hoa Kỳ (Mỹ)
- Accu-Tek AT32
- Accu-Tek AT380
- Accu-Tek BL9
- Accu-Tek HC380
- Accu-Tek XL9
- American Arms PK22
- AP-9
- ASP
- AMT AutoMag
- AMT AutoMag II
- AMT AutoMag III
- AMT AutoMag IV
- AMT AutoMag V
- AMT Backup
- AMT Backup.380
- AMT Hardballer
- AMT Hardballer Longslide
- AMT On Duty
- AMT Skipper
- AMT Lightning
- AutoMag
- Armalite AR-24
- Bauer Automatic
- Bren Ten
- Browning BDM
- Browning Buck Mark
- Browning Hi-Power
- Browning Forty Nine
- Bushmaster Arm
- BUTT-MASTER
- Gyrojet
- Calico Liberty
- Calico M100P
- Calico M950
- Claridge Hi-Tec/Goncz
- Colt Ace
- Colt Service Ace
- Colt All American 2000
- Colt Combat Elite
- Colt Commander
- Colt Combat Commander
- Colt Commander Gold Cup
- Colt Defender
- Colt Delta Elite
- Colt Delta Gold Cup
- Colt Double Eagle
- Colt Gold Cup
- Colt Government Model
- Colt Government Model.380
- Colt Model 1900
- Colt Model 1902
- Colt Model 1903
- Colt Model 1903 Pocket Hammerless
- Colt Model 1905
- Colt Model 1907
- Colt Model 1908 Pocket Hammerless
- Colt Model 1908 Vest Pocket
- Colt Model 1909
- Colt Model 1910
- Colt M1911
- Colt M1911A1
- Colt Model 1911A2
- Colt Mustang
- Colt OHWS
- Colt Pocket 9
- Colt Pony
- Colt Pony Pocketlite
- Colt SSP
- Colt SOCOM
- Colt Woodsman
- Coonan Model A
- Coonan Model B
- COP 357 Derringer
- Dan Wesson M1911 ACP Pistol
- Dardick Model 1100
- Dardick Model 1500
- Davis Warner Infallible
- Detonics Combat Master Mk 6
- Detonics Combat Master Mk 7
- Devel M59
- IMI Desert Eagle
- Savage Model 1907
- Sccy CPX-1
- Smith & Wesson Model 1006
- Smith & Wesson Model 61
- S&W Classic pistols
- S&W Sigma pistols
- S&W Military&Police
- Intratec DC-9
- Intratec TEC-22
- Goncz GA-9
- Guncrafter Industries Model No. 1
- Kahr K9
- Kahr P380
- Kahr P45
- Kahr PM
- Kimber Aegis
- Kimber Custom
- Kimber Eclipse
- Kimber Eclipse Target II
- Kimber Pro Carry
- Kimber Tactical Pro II
- Kimber Ultra Carry II
- Kimber Stainless Target II
- M15
- M1911
- MBA Gyrojet Derringer
- MBA Lancejet
- MBA Gyrojet Pistol
- Meriden Pocket
- Mitchell Alpha
- Phoenix Arms HP22
- Professional Ordnance Carbon-15
- Randall Model A121
- Randall Model A311 Curtis E Lemay 4-Star
- Wildey
- LAR Grizzly
- Hi-Point.45 ACP
- Hi-Point C-9
- Hi-Point Model 40SW
- High Standard
- High Standard HDM
- LAR Grizzly Win Mag
- Kel-Tec P-11
- Kel-Tec P-32
- Kel-Tec P-3AT
- Kel-Tec P-40
- Kel-Tec PLR-16
- Kel-tec PF-9
- Kel-Tec PMR-30
- FN FNP-45
- FN Herstal FNP
- FN Model 1903
- Jennings J-22
- Springfield XD
- STI Eagle
- STI Lawman
- STI Grandmaster
- Boberg XR-9
- Phoenix Arms HP22
- Raven Arms MP-25
- Remington Model 51
- Remington Model 53
- Remington Vest Pocket
- Remington XP-100
- Remington XP-100R
- Remington Zig-Zag Derringer
- Remington-Rider Magazine
- Republic Arms Patriot
- RIA General Officer's Model M15
- RIA General Officer's Model M9
- Rohrbaugh R9
- Ruger 22/45 Mk II
- Ruger Mk II
- Ruger Mk III
- Ruger P
- Ruger P345
- Ruger P85
- Ruger P89
- Ruger P90
- Ruger P944
- Ruger P95
- Ruger P97
- Ruger SR9
- Savage 1907
- Smith & Wesson.45 Limited
- Smith & Wesson.45 Recon
- Smith & Wesson Model 22A
- Smith & Wesson Model 22S
- Smith & Wesson Model 39
- Smith & Wesson Model 41
- Smith & Wesson Model 44
- Smith & Wesson Model 46
- Smith & Wesson Model 52
- Smith & Wesson Model 52A
- Smith & Wesson Model 59
- Smith & Wesson Model 61
- Smith & Wesson Model 62
- Smith & Wesson Model 147A
- Smith & Wesson Model 410
- Smith & Wesson Model 411
- Smith & Wesson Model 422
- Smith & Wesson Model 439
- Smith & Wesson Model 457
- Smith & Wesson Model 459
- Smith & Wesson Model 469
- Smith & Wesson Model 539
- Smith & Wesson Model 559
- Smith & Wesson Model 622
- Smith & Wesson Model 639
- Smith & Wesson Model 645
- Smith & Wesson Model 659
- Smith & Wesson Model 669
- Smith & Wesson Model 745
- Smith & Wesson Model 845
- Smith & Wesson Model 908
- Smith & Wesson Model 909
- Smith & Wesson Model 910
- Smith & Wesson Model 915
- Smith & Wesson Model 945
- Smith & Wesson Model 952
- Smith & Wesson Model 1006
- Smith & Wesson Model 1026
- Smith & Wesson Model 1046
- Smith & Wesson Model 1066
- Smith & Wesson Model 1076
- Smith & Wesson Model 1086
- Smith & Wesson Model 2206
- Smith & Wesson Model 2213
- Smith & Wesson Model 2214
- Smith & Wesson Model 3566
- Smith & Wesson Model 3904
- Smith & Wesson Model 3906
- Smith & Wesson Model 3913
- Smith & Wesson Model 3913TSW
- Smith & Wesson Model 3914
- Smith & Wesson Model 3953
- Smith & Wesson Model 3953TSW
- Smith & Wesson Model 3954
- Smith & Wesson Model 3958
- Smith & Wesson Model 4003
- Smith & Wesson Model 4003TSW
- Smith & Wesson Model 4004
- Smith & Wesson Model 4006
- Smith & Wesson Model 4006TSW
- Smith & Wesson Model 4013
- Smith & Wesson Model 4013TSW
- Smith & Wesson Model 4014
- Smith & Wesson Model 4026
- Smith & Wesson Model 4040
- Smith & Wesson Model 4043
- Smith & Wesson Model 4043TSW
- Smith & Wesson Model 4044
- Smith & Wesson Model 4046
- Smith & Wesson Model 4046TSW
- Smith & Wesson Model 4053
- Smith & Wesson Model 4053TSW
- Smith & Wesson Model 4054
- Smith & Wesson Model 4056TSW
- Smith & Wesson Model 4505
- Smith & Wesson Model 4506
- Smith & Wesson Model 4513TSW
- Smith & Wesson Model 4516
- Smith & Wesson Model 4526
- Smith & Wesson Model 4536
- Smith & Wesson Model 4546
- Smith & Wesson Model 4553TSW
- Smith & Wesson Model 4556
- Smith & Wesson Model 4563TSW
- Smith & Wesson Model 4566
- Smith & Wesson Model 4566TSW
- Smith & Wesson Model 4567
- Smith & Wesson Model 4576
- Smith & Wesson Model 4583TSW
- Smith & Wesson Model 4586
- Smith & Wesson Model 4586TSW
- Smith & Wesson Model 4596
- Smith & Wesson Model 5903
- Smith & Wesson Model 5903TSW
- Smith & Wesson Model 5904
- Smith & Wesson Model 5905
- Smith & Wesson Model 5906
- Smith & Wesson Model 5906TSW
- Smith & Wesson Model 5924
- Smith & Wesson Model 5926
- Smith & Wesson Model 5943
- Smith & Wesson Model 5943TSW
- Smith & Wesson Model 5944
- Smith & Wesson Model 5946
- Smith & Wesson Model 5946TSW
- Smith & Wesson Model 5967
- Smith & Wesson Model 6904
- Smith & Wesson Model 6906
- Smith & Wesson Model 6924
- Smith & Wesson Model 6926
- Smith & Wesson Model 6944
- Smith & Wesson Model 6946
- Smith & Wesson Model CQB
- Smith & Wesson Model CS9
- Smith & Wesson Model CS40
- Smith & Wesson Model CS45
- Smith & Wesson Shorty Forty
- Smith & Wesson Shorty 45
- Smith & Wesson Sigma
- Smith & Wesson SW9
- Smith & Wesson SW40
- Smith & Wesson SW357V
- Smith & Wesson SW380
- Smith & Wesson Super 9
- Smith & Wesson SW99
- Smith & Wesson SW99 Compact
- Smith & Wesson SW1911
- Smith & Wesson SW1911
- Smith & Wesson M&P
- Seecamp
- Springfield Armory M1911A1
- Springfield Armory EMP
- STI 5.0
- STI Grandmaster
- STI Eagle
- STI Lawman
- Whitney Wolverine

 Hungary
- FEG PA-63
- FEG P9M & FP9
- FEG P9R
- Frommer Stop

 Israel
- Jericho 941
- Barak SP-21
- IMI Desert Eagle
- Bul M-5
- Bul Cherokee
- Bul Storm
- Bul Cherokee
- UZI pistol

 Jordan
- Viper JAWS

 Liên hiệp Vương quốc Anh và Bắc Ireland
- Blanch
- Britarms Model 2000
- Civil Defence Supply G-224
- Enfield TC-10
- Mars
- Welrod

 Malaysia
- VB Berapi LP01

 Mêhico
- Obregon

 Na Uy
- Kongsberg Colt

 Nam Phi
- Aserma ADP Mk II
- Varan PMX-80
- Vektor CP1
- Vektor SP1
- Vektor SP2
- RAP-401
- RAP-440
- Mamba
- Musgrave

 Nam Tư
- CZ 99
- Zastava M88

 Nga
- Baikal MCM
- Baikal-441
- Baikal-442
- Korovin
- Korovin TK
- Makarov
- PM
- PMM
- PSM
- PB
- APB silenced
- Horhe
- GSh-18
- MP-445
- MP-446 Viking
- MP-448 Skyph
- MSP silent
- MR-444
- OTs-21 Malysh
- OTs-27 Berdysh
- OTs-33 Pernach
- PSS
- S4M silent
- Serdyukov SPS/Gyurza/Vector
- SPS
- SPP-1 (bắn dưới nước)
- TT-30
- TT-33
- MP-443 Grach
- P96 Efa
- P96S
- P96M
- Gerasimenko VAG-73
- Yarygin PYa/Grach

 Nhật Bản
- Nambu Kiểu A Model 1902
- Nambu Kiểu 4
- Nambu Kiểu 14
- Nambu Kiểu 94
- Hino Komuro M1908

 Pháp
- Châtellerault 1837 Marine Model
- Le Français
- Le Français Franco
- Le Français manumodèle
- Le Français Type Policeman
- Le Français Type francais-Champion
- Le Français Type ARMEE
- Le Français Type Français civil
- Le Français Type Français 50
- Le Français Type Français 7,65
- Mle. 1935A / 1935S
- Mle. 1950
- MAB PA-15
- MAB Model A
- MAB Model B
- MAB Model C
- MAB Model D
- MAB Model C/D
- MAB Model E
- MAB Model G
- MAB Model R
- MAB Model P8
- MAC-50
- Manurhin PP
- Manurhin PP Sport
- Manurhin PPK
- Manurhin P38
- Manurhin P1
- SCAM modèle 1935A

 Phần Lan
- Lahti L-35

 Philippines
- Rock Island Armory 1911

 Rhodesia
- Mamba

 Romania
- Cugir M92
- Pistol model 2000

 Serbia
- M57
- M70
- CZ 99
- CZ 999
- CZ 99S
- Zastava P25
- Zastava CZ99
- Zastava CZ999

 Slovakia
- Grand Power K100

 Tây Ban Nha
- Ascaso
- Astra modelo 200
- Astra modelo 300
- Astra modelo 400
- Astra modelo 600
- Astra modelo 900
- Astra 1921
- Astra A-50
- Astra A-60
- Astra A-70
- Astra A-75
- Astra A-80
- Astra A-90
- Astra A-100
- Astra Cub
- Astra Constable
- Astra Falcon
- Astra Firefox
- Astra Max 8800
- Campo Giro
- Campo Giro Model 1904
- Campo Giro Model 1913
- Campo Giro Model 1913/16
- Llama M82
- JO.LO.AR.
- Gaztanaga Destroyer
- Star A, B, B Super, P
- Star 30M
- Star Firestar
- Star Firestar M43
- Star M31
- Star Megastar
- Star Model A
- Star Model B Super
- Star Model BM
- Star Model BKM
- Star Model DKL
- Star Model PD
- Star Model F
- Star Model MD
- Star Model PD
- Star Model S
- Star Starlite
- Star Ultrastar
- Ruby
- Ruby M1915

 Thổ Nhĩ Kỳ
- Zigana
- Kanuni
- Yavuz 16
- Akdal Ghost
- Sarsilmaz Kilinc 2000
- Sarsilmaz K2-45
- Sarsilmaz CM9
- Sarsilmaz ST10
- Yavuz 16
- Zigana C45
- Zigana T

 Thụy Điển
- Hamilton mod. 1901
- Husqvarna M/40
- Intratec TEC-22

 Thụy Sĩ
- ASAI One-Pro 45
- ASAI ONE-Pro 9
- SIG P210
- SIG Pro
- SIG SP 2009
- SIG SP 2022
- SIG SPC 2022
- SIG SP 2340
- SIG Chylewski
- Sphinx 2000
- Sphinx 3000
- B&T USW-A1

 Tiệp Khắc (Cộng hòa Séc)
- ALFA Combat
- ALFA Defender
- CZ 22
- CZ 24
- CZ 27
- CZ 36
- CZ 38
- CZ 40
- CZ 45
- CZ 50
- CZ 52
- CZ 82/83
- CZ 70
- CZ 75
- CZ 82
- CZ 83
- CZ 85
- CZ 92
- CZ 97
- CZ 97B
- CZ 100
- CZ 101
- CZ 110
- CZ 122
- CZ 2075 RAMI
- CZ P01
- CZ vz. 27
- CZ-G 2000
- CZ-TT
- Pistole vz. 24

 Úc
- Civil Defence Supply G-224

 Ukraine
- PH-45
- Fort-5
- Fort-12
- Fort-14TP
- Fort-15
- Fort-17
- Fort-5 CURZ
- Fort-12 CURZ
- Fort-5R
- Fort-6R
- Fort-10
- Fort-12R
- Fort-12RM
- Fort-12T
- Fort-13R
- Fort-17R
- Fort-17T
- Fort-18R
- Fort-D
- Fort-17 CURZ
- Fort-12G

 Ukraine
- Fort 12
- Fort 14
- Fort 17

 Venezuela
- Zamorana

 Ý
- Benelli B76
- Benelli B82
- Benelli B82 Sport
- Beretta 21 Bobcat
- Beretta 21A Bobcat
- Beretta 3032 Tomcat
- Beretta 70
- Beretta 70S
- Beretta 71
- Beretta 72
- Beretta 73
- Beretta 74
- Beretta 100
- Beretta 75
- Beretta 76
- Beretta 102
- Beretta 81
- Beretta 81B Cheetah
- Beretta 81FS Cheetah
- Beretta 82
- Beretta 82B Cheetah
- Beretta 83 Cheetah
- Beretta 83F Cheetah
- Beretta 83FS Cheetah
- Beretta 84
- Beretta 84 Cheetah
- Beretta 84B Cheetah
- Beretta 84BB Cheetah
- Beretta 84F Cheetah
- Beretta 84FS Cheetah
- Beretta 85
- Beretta 85 Cheetah
- Beretta 85B Cheetah
- Beretta 85BB Cheetah
- Beretta 85F Cheetah
- Beretta 85FS Cheetah
- Beretta 86
- Beretta 86 Cheetah
- Beretta 86FS Cheetah
- Beretta 87
- Beretta 87 Cheetah
- Beretta 87LB Cheetah
- Beretta 87BB Cheetah
- Beretta 87BB/LB Cheetah
- Beretta 89
- Beretta 90
- Beretta 92
- Beretta 92 Billennium
- Beretta 92CB
- Beretta 92 Combat
- Beretta 92 Stock
- Beretta 92D
- Beretta 92D Brigadier
- Beretta 92D Compact L
- Beretta 92D Vertec
- Beretta 92DS
- Beretta 92S
- Beretta 92S-1
- Beretta 92SB
- Beretta 92SB Compact
- Beretta 92SB-F
- Beretta 92F/FS
- Beretta 92FS Brigadier
- Beretta 92FS Centurion
- Beretta 92FS Compact L
- Beretta 92FS Compact Type M
- Beretta 92FS Competition
- Beretta 92FS Target
- Beretta 92FS Vertec
- Beretta 92G
- Beretta 92G Centurion
- Beretta 92G Elite I
- Beretta 92G Elite IA
- Beretta 92G Elite II
- Beretta 92G-SD
- Beretta 92G Vertec
- Beretta 93R
- Beretta 96
- Beretta 96 Brigadier
- Beretta 96D
- Beretta 96DS
- Beretta 96D Brigadier
- Beretta 96D Vertec
- Beretta 96G
- Beretta 96G Elite I
- Beretta 96G Elite IA
- Beretta 96G Elite II
- Beretta 96G-SD
- Beretta 96G Vertec
- Beretta 96 Special
- Beretta 96 Vertec
- Beretta 98
- Beretta 98SB Compact
- Beretta 98FS
- Beretta 98FS Brigadier
- Beretta 98FS Combat
- Beretta 98FS Competition
- Beretta 98FS Target
- Beretta 98G Elite II
- Beretta 98 Billennium
- Beretta 99
- Beretta 8000
- Beretta 8000F Cougar L
- Beretta 8000D Cougar L
- Beretta 8000F Cougar L Type P
- Beretta 8000D Cougar L Type P
- Beretta 8000 Cougar F
- Beretta 8040 Cougar F
- Beretta 8045 Cougar F
- Beretta 8357 Cougar F
- Beretta 8000 Cougar D
- Beretta 8040 Cougar D
- Beretta 8045 Cougar D
- Beretta 8357 Cougar D
- Beretta 8000 Mini Cougar F
- Beretta 8040 Mini Cougar F
- Beretta 8045 Mini cougar F
- Beretta 9000
- Beretta 9000S Type F 9 mm
- Beretta 9000S Type F.40
- Beretta 9000S Type D 9 mm
- Beretta 9000S Type D.40
- Beretta 950 Jetfire
- Beretta 950 Minx
- Beretta 951
- Beretta PX4 Storm
- Beretta M1915
- Beretta M1915/19
- Beretta M1917
- Beretta M1919
- Beretta M1920
- Beretta M1922
- Beretta M1923
- Beretta M1926
- Beretta M1931
- Beretta M1932
- Beretta M1934 Pocket
- Beretta M1935
- Beretta M1938
- Beretta M1948
- Beretta M948B
- Beretta M1949C Olimpionica
- Beretta M949CC
- Beretta M949LR Olimpionica
- Beretta M1950
- Beretta M1951
- Beretta M318
- Beretta M319
- Beretta M320
- Beretta M321
- Beretta M418
- Beretta M419
- Beretta M420
- Beretta M421
- Beretta Model 104
- Beretta M951-A
- Beretta M951-R
- Beretta M951-S
- Beretta M952
- Beretta M952-S
- Beretta M80 Olimpionica
- Beretta M81
- Beretta M9
- Beretta Px4 Storm
- Beretta U22 Neos
- Bernardelli 69
- Bernardelli Mod. USA
- Bernardelli P One
- Bernardelli P-018
- Bernardelli P-018 Compact
- Bernardelli P6
- Bernardelli P8
- Bernardelli PS 023
- Glisenti Model 1910
- Tanfoglio T95
- Tanfoglio Force
- Tanfoglio GT27
- Tanfoglio T95

## Súng trường

### Súng trường,Súng trường bán tự động
Ai Cập
- Hakim
- Rasheed

 Áo
- Voere VEC-91

 Ấn Độ
- Ishapore 2A1

 Ba Lan
- Kb wz. 98a
- Kbk wz. 1929
- Kbsp wz. 1938M

 Bỉ
- Albini-Braendlin
- Browning 22 Semi-Auto
- Browning BAR
- FN Model 1949
- FN Trombone
- FN SAFN-49
- L1A1
- M1870 Belgian Comblain

 Bồ Đào Nha
- Espingarda de Infantaria 8 mm m/1886
- Carabina de Caçadores 8 mm m/1886
- Carabina de Cavalaria 8 mm m/1886
- Carabina da Guarda Fiscal 8 mm m/1886/88
- Espingarda de Infantaria 8 mm m/1886/89
- Carabina de Artilharia 8 mm m/1886/91
- Mauser-Vergueiro

 Brazil
- Itajubá Model 954 Mosquetão
- Mossberg Plinkster
- Mosquefal M968

 Canada
- L1A1
- Ross
- Savage Model 64F

 Chile
- FAMAE FD-200

 Trung Quốc
- Chiang Kai-shek
- Hanyang 88
- Norinco JW-103
- Norinco NHM 91

 Đài Loan
- Chiang Kai-shek
- Hanyang 88

 Đế quốc Áo-Hung
- FÉG 35M
- Gendarmerie Repetier-Karabiner M1881
- Kropatschek Torpedo Boats Gewehr M1893
- M1867 Werndl-Holub
- Mannlicher-Schönauer
- Steyr-Mannlicher M1895
- Wanzl

 Đức
- Blaser R93
- German Sport Guns GSG-5
- Gewehr 1888
- Gewehr 98
- Heckler & Koch HK41
- Heckler & Koch HK43
- Heckler & Koch SL8
- Heckler & Koch SR9
- Heckler & Koch SL7
- Karabiner 98k
- Mauser M98
- Mauser M59
- Mauser Model 1871
- FG-42
- Gewehr 43/Karabiner 43
- Sauer 202
- Volkssturmgewehr 1-5
- Walther G22

 Hà Lan
- M.95
- M.95 Loopgraafgeweer

 Hoa Kỳ (Mỹ)
- AMT Lightning 25/22
- AR-15
- AR-57
- AR-7
- Berdan
- Browning BLR
- Browning Buck Mark Rifle
- Calico Liberty
- Calico M100
- Carbon 15
- Colt Lightning Carbine
- Cooey 60
- Cooey Canuck
- Harpers Ferry Model 1803
- Hawken
- Henry
- Hi-Point Carbine
- Joslyn
- Kel-Tec RFB
- Kel-Tec SU-16
- Kel-Tec SUB-2000
- Kintrek KBP-1
- M1 Garand
- M1 Carbine
- M1819 Hall
- M1841 Mississippi
- M1885 Remington-Lee
- M1895 Lee Navy
- M1903 Springfield
- M1917 Enfield
- M1922 Bang
- M1941 Johnson
- M1A
- Mare's Leg
- Marlin 780
- Marlin Camp
- Marlin Levermatic
- Marlin Model 20
- Marlin Model 336
- Marlin Model 1894
- Marlin Model 60
- Marlin Model 70P
- Marlin Model 795
- Marlin Model Golden 39A
- Model 1817 Common
- Mossberg Model 464
- Pauza P-50
- Pedersen
- PTR 91F
- Remington.22 Junior Special
- Remington 513
- Remington 700
- Remington 710
- Remington 788
- Remington Model 121
- Remington model 14
- Remington Model 24
- Remington Model 30
- Remington Model 5
- Remington Model 504
- Remington Model 552
- Remington Model 522 Viper
- Remington 597
- Remington Model 673
- Remington Model 770
- Remington Model 798
- Remington Model 799
- Remington Model 8
- Remington Nylon 66
- Remington Nylon 76
- Remington Rolling Block
- Remington Scoremaster 511
- Remington Sportmaster 512
- Robinson Armament M96 Expeditionary
- Ruger American
- Ruger 10/17
- Ruger 10/22
- Ruger Mini-14
- Ruger Police Carbine
- Ruger SR-556
- Ruger No. 1
- Savage Model 110
- Savage Model 99
- Sharps
- Sharps-Borchardt Model 1878
- Spencer
- Springfield Model 1865
- Springfield Model 1866
- Springfield Model 1870 Remington-Navy
- Springfield Model 1871
- Springfield Model 1873
- Springfield Model 1875
- Springfield Model 1877
- Springfield Model 1880
- Springfield Model 1882
- Springfield Model 1884
- Springfield Model 1886
- Springfield Model 1888
- Springfield Model 1892-99
- Springfield Model 1922
- SOCOM II
- Triplett & Scott
- Tubb 2000
- Winchester M1895
- Winchester Model 1885 Single Shot
- Winchester Model 1890
- Winchester Model 1892
- Winchester Model 1894
- Winchester Model 1895
- Winchester Model 1905
- Winchester Model 1907
- Winchester Model 1910
- Winchester Model 52
- Winchester Model 54
- Winchester Model 70
- Winchester Model 71
- Winchester Model 121
- Winchester Model 67
- Winchester Model 68
- Winchester Model 69
- Winchester-Hotchkiss

 Hungary
- FEG Model 58

 Hy Lạp
- Mylonas

 Liên hiệp Vương quốc Anh và Bắc Ireland
- Baker
- Brunswick
- De Lisle
- Farquharson
- Ferguson
- L1A1
- Lee-Enfield
- Lee-Metford
- Lloyd
- Martini Cadet
- Martini Enfield
- Martini Henry
- No.8
- Pattern 1913 Enfield
- Pattern 1914 Enfield
- Snider-Enfield
- Thorneycroft

 Mêhico
- Mondragón

 Na Uy
- Jarmann M1884
- Krag-Jørgensen
- Kammerlader
- Krag-Petersson
- Mauser M67
- Remington M1867

 Nam Tư
- M24
- M48 Mauser

 Nga
- AVS-36
- Berkut
- M1867 Russian Krnka
- Mosin-Nagant
- SKS
- SVT-38
- SVT-40
- TOZ-17
- TOZ-78
- Vepr-1V
- Vintovka Berdana

 Nhật Bản
- Murata
- Kiểu 1
- Kiểu 30
- Kiểu 38
- Kiểu 38 Cavalry
- Kiểu 44
- Kiểu 99
- TERA

 Pháp
- Berthier carbine
- Berthier rifle
- Chassepot
- Fusil Automatique Modele 1917
- Fusil Gras mle 1874
- Fusil de Marine Mle 1878
- Fusil d'Infanterie Mle 1884
- Fusil d'Infanterie Mle 1885
- Lebel Model 1886
- MAS-49 và 49/56
- MAS-36
- Meunier
- Minié
- Tabatière
- RSC M1917

 Phổ
- Dreyse Zündnadelgewehr

 Philippines
- Armscor M1600
- Armscor M1700

 Romania
- AK-22

 Tây Ban Nha
- Destroyer Carbine
- El Tigre
- FR7
- FR8

 Thái Lan
- Type 45 Siamese Mauser

 Thụy Điển
- Automatgevär m/42
- AG-42 Ljungman

 Thụy Sĩ
- Eidgenössischer Stutzer 1851
- K31
- Infanteriegewehr 1863
- Infanteriegewehr Modell 1842
- Jägergewehr 1856/59
- Schmidt-Rubin
- Vetterli

 Tiệp Khắc
- CZ 452
- CZ 550
- CZ 511
- ZH-29
- Vz. 24
- Vz. 33
- Vz. 52
- Vz. 52/57

 Úc
- KAL1 GPIR
- Omark Model 44

 Ý
- AGM-1 Carbine
- Benelli Argo
- Benelli Argo Comfortech
- Benelli Argo EL
- Beretta BM59
- Beretta Cx4 Storm
- Beretta Rx4 Storm
- Carcano M1891
- M1870 Italian Vetterli

## Súng trường chống tăng
Ba Lan
- Wz.35

 Đức
- Mauser 1918 T-Gewehr
- PzB.38
- PzB.39
- PzB M.SS.41
- Solothurn S18/100
- Solothurn S18/1000

 Nhật Bản
- Kiểu 97

 Phần Lan
- Lahti L-39

 Liên hiệp Vương quốc Anh và Bắc Ireland
- Boys

 Nga
- Degtyarov PTRD-41
- Simonov PTRS-41

 Thụy Điển
- Carl Gustav m/42

 Thụy Sĩ
- Solothurn S18/100
- Solothurn S18/1000
- Solothurn S-18/1100

## Súng bắn tỉa

### Nòng cỡ lớn (công phá)
Ấn Độ
- Vidhwansak

 Áo
- Steyr AMR 5075
- Steyr.460 HS
- Steyr.50 HS
- Steyr.50 HS M1
- Steyr IWS 2000

 Azerbaijan
- Istiglal

 Ba Lan
- WKW Wilk / WKW Tor

 Trung Quốc
- M99
- M99B
- M06
- AMR-2
- JS 05

 Croatia
- RT-20
- MACS M3

 Cuba
- Mambi

 Đan Mạch
- Hagelberg FH-50

 Đức
- DSR 50
- Hagelberg Arms
- Otto Repa SOC

 Hoa Kỳ (Mỹ)
- Armalite AR-50
- Barrett M82
- Barrett M90
- Barrett M95
- Barrett M99
- Barrett M107
- Barrett XM109
- Barrett XM500
- EXACTO
- Harris Gun Works M-96
- Ferret 50
- RAI M500
- RAI M600
- RAI M650
- McMillan TAC-50
- THOR XM408
- Robar RC-50
- Windrunner M96
- BFG 50

 Hungary
- Gepard

 Liên hiệp Vương quốc Anh và Bắc Ireland
- Accuracy International AS50
- Accuracy International AW50
- AI Arctic Warfare.50
- RPA Rangemaster.50

 Malaysia
- VB Berapi LP05

 Nam Phi
- Truvelo.50
- Denel NTW-20
- Mechem NTW-20
- Truvelo 20 x 110 mm

 Nam Tư
- Zastava M93 Black Arrow

 Nga
- SVN-98
- KSVK 12.7
- OSV-96
- VSSK Vykhlop

 Nhật Bản
- Howa M1500

 Pháp
- PGM Hecate II

 Thụy Sĩ
- OM 50 Nemesis

 Tiệp Khắc (Cộng hòa Séc)
- Falcon

 Việt Nam
- Súng bắn tỉa hạng nặng 12,7 mm(OSV-96)

### Nòng cỡ tiêu chuẩn
Áo
- Steyr SSG 69
- Steyr SSG 04
- Steyr SSG 08
- Steyr Scout Tactical
- Styria Arms CSR99
- Unique Alpine TPG-1

 Ba Lan
- Alex
- Bor

 Bỉ
- FN 30-11
- FN Special Police Rifle
- FN FNAR
- SCAR SSR

 Brazil
- IMBEL Fz.308

 Canada
- C14 Timberwolf

 Chile
- FAMAE FD-200

 Trung Quốc
- QBU-88
- JS 7.62
- Type 79
- Type 85

 Đài Loan
- T93

 Đức
- AMP Technical Services DSR-1
- HK PSG-1
- HK BASR
- HK MSG-90
- Mauser SP66
- Mauser 86SR
- Mauser SR-93
- Blaser 93 Tactical
- Sig-Sauer SSG 2000
- SIG-Sauer SSG 3000
- SSG-82
- Erma SR-100
- GOL Sniper Magnum
- Keppeler KS-V
- Walther WA 2000

 Hoa Kỳ (Mỹ)
- Armalite AR10(t)
- AWC G2
- Barrett M98
- Barrett M98B
- CheyTac Intervention
- Desert Tactical Arms Stealth Recon Scout
- DT SRS
- FN FNAR
- FN SPR
- Kel-tec RFB
- Longbow T-76
- M21
- M24
- M25
- M39
- M40
- M86
- M110 SASS
- SR-25
- RAI / RAP model 300
- Remington Model 700
- Remington MSR
- Remington SR-8
- Savage 10FP
- Savage 110FP
- Tango 51
- VR1 PSR
- United States Army Squad Designated Marksman Rifle
- United States Navy Mark 12 Mod X Special Purpose Rifle
- United States Marine Corps Designated Marksman Rifle
- United States Marine Corps Squad Advanced Marksman Rifle
- Windrunner M98
- XM2010

 Hy Lạp
- Kefefs

 Hungary
- Szép

 Israel
- M89SR
- Galil sniper
- TEI M86-SR

 Iraq
- Al-Kadesih
- Tabuk

 Liên hiệp Vương quốc Anh và Bắc Ireland
- Accuracy International Arctic Warfare
- Accuracy International AWM
- C3A1
- Enfield L42A1
- Enforcer
- Parker Hale M82
- Parker Hale M85
- AI Arctic Warfare / L96
- AI AE
- RPA Rangemaster

 Na Uy
- Våpensmia NM149

 Nam Tư
- Zastava M76
- Zastava M91

 Nga
- Dragunov SVD
- Dragunov SVDS
- Dragunov SVDSN
- Dragunov SVU
- Dragunov SVU-A
- SV-98
- SV-99
- SVDK
- MTs-116M
- Lobaev SVL
- Lobaev OVL
- OTs-48K
- ORSIS T-5000
- VS-8
- VSK-94
- VSS Vintorez

 Nhật Bản
- Kiểu 97

 Phần Lan
- Sako TRG
- Tikka T3

 Pháp
- FR F1
- FR F2
- PGM Ultima Ratio
- PGM 338

 Phần Lan
- 7.62 Tkiv 85

 Philippines
- Marine Scout Sniper Rifle

 Romania
- PSL

 Thổ Nhĩ Kỳ
- Bora JNG-90
- Kalekalip 12.7mm AMR
- KNT-308
- T-12

 Thụy Sĩ
- Brügger & Thomet APR
- SIG SG550 Sniper
- Sig-Sauer SSG 2000
- Sig-Sauer SSG 3000
- SIG STR/SHR 970
- B+T APR 308
- B+T APR 338

 Tiệp Khắc (Cộng hòa Séc)
- CZ 700

 Ý
- Beretta 501

## Súng gươm
Ba Lan
- Półhak

 Đức
- Praxe

 Hoa Kỳ
- Elgin Cutlass

 Nga
- NRS-2

## Súng Shotgun
Argentina
- Bataan Modelo 70
- Bataan 71
- Rexio Seguridad
- Rexio Super 250-M
- Rexio Supervivencia
- Zlatoust RB-12

 Bỉ
- Browning Auto-5
- FN P-12
- FN TPS
- FN SLP

 Brazil
- ENARM Pentagun
- Rossi Single Barrel shotgun
- Stoeger Coach Gun
- Stoeger Condor

 Canada
- Cooey 84
- Cooey 840
- Sawed-off

 Colombia
- Indumil ONE

 Trung Quốc
- Hawk pump
- Hawk semiauto
- Norinco HP9-1

 Đan Mạch
- Sjögren

 Đài Loan
- T85

 Đức
- HK CAWS
- HK FABARM FP6

 Hàn Quốc (Nam Triều Tiên)
- Daewoo USAS-12

 Hoa Kỳ (Mỹ)
- Fostech Origin 12
- Atchisson AA-12
- Atchisson Assault Shotgun
- Armalite AR-9
- Armalite AR-17
- Browning Auto-5
- Browning Superposed
- Cobray The Rogue AOW
- Crossfire Mk 1
- FN P-12
- High Standard Model 10
- High Standard Model 10A
- High Standard Model 10B
- Ithaca Auto & Burglar
- Ithaca M37
- Pancor Jackhammer
- KAC Masterkey
- Mossberg 500
- Mossberg 590
- Mossberg Maverick
- New Haven 600
- Omega SPS-12
- Pancor Jackhammer
- Remington Model 9
- Remington Model 10
- Remington Model 11
- Remington Sportsman
- Remington Model 17
- Remington Model 29
- Remington Model 31
- Remington Model 32
- Remington Model 48
- Remington Model 58
- Remington Model 90-T
- Remington Model 300
- Remington Model 320
- Remington Model 332
- Remington Model 396
- Remington Model 870
- Remington Model 870 SOW
- Remington Model 878
- Remington Model 887
- Remington Model 1100
- Remington Model 11-48
- Remington Model 11-87
- Remington Model 11-96
- Remington Model 1889
- Remington Model 1893
- Remington Model 3
- Remington Model 1894
- Remington Model 1900
- Remington Model 3200
- Remington Model SP-10
- Ruger Gold Label
- Ruger Red Label
- S&W CAWS
- Stevens Model 77E
- Serbu Super-Shorty
- Special Operaions Weapon
- SRM Arms Model 1216
- Sawed-off
- Winchester 1300
- XM-26 LSS
- USAS-12
- Wilson Tactical
- Winchester Model 1200
- Winchester Model 1897
- Winchester Model 1912
- Winchester Model 1887

 Liên hiệp Vương quốc Anh và Bắc Ireland
- Greener Prison Shotgun
- Sawed-off

 Nam Phi
- Armsel Striker / Protecta
- Armsel Striker 12
- MAG-7
- Neostead
- Protecta Bulldog

 Nam Triều Tiên (Hàn Quốc)
- Daewoo USAS-12

 Nga
- Baikal MP-153
- Bandayevsky RB-12
- Bekas-M
- Bekas-Auto
- KS-23
- Leopard 12
- MP-133
- MP-153
- MTs-255-12
- MTs-255-20
- MTs-255-28
- MTs-255-32
- MTs-255-.410
- Saiga-12
- Saiga-20
- Saiga-.410
- Remington Spartan 100
- Remington Spartan 310
- RMB-93
- RMB-93 Rys-K
- RMF-96 Rys-F
- RMO-93 Rys
- RMO-93 Rys-OT
- TOZ-194
- Vepr 12

 Nhật Bản
- Browning Citori

 Pháp
- LeMat Revolver
- LeMat Carbine

 Thổ Nhĩ Kỳ
- Akdal MKA 1919
- Hatsan AimGuard
- Safir T-14
- Stoeger 2000
- Stoeger SP 312
- Stoeger P 350
- UTAS UTS-15

 Ukraine
- Fort-500A
- Fort-500M
- Fort-500T
- TOZ-12 OPF
- AKMS-MF
- AKMT-MF

 Úc
- CSWS Shotgun

 Venezuela
- Soberana

 Ý
- Benelli M3
- Benelli M4
- Beretta 1201FP
- Beretta A300
- Beretta A301
- Beretta A302
- Beretta A303
- Beretta A304
- Beretta A390
- Beretta AL390
- Beretta AL391
- Beretta A391 Xtrema 2
- Beretta ASE
- Beretta ASEL
- Beretta DT10
- Beretta M3P
- Beretta Model 1
- Beretta Model 4
- Beretta Model 5
- Beretta Model 6
- Beretta Model 7
- Beretta Model 9
- Beretta Model 10
- Beretta Model 11
- Beretta Model 12
- Beretta Model 13
- Beretta PB
- Beretta RS151
- Beretta RS200
- Beretta RS200-P
- Beretta RS202
- Beretta RS202-M1
- Beretta RS202-M2
- Beretta RS202-P
- Beretta Silver Pigeon
- Beretta S1
- Beretta S2
- Beretta S3
- Beretta S55
- Beretta S56
- Beretta S57
- Beretta S58
- Beretta SO
- Beretta SO1
- Beretta SO2
- Beretta SO3
- Beretta SO4
- Beretta SO5
- Beretta SO6
- Beretta SO9
- Beretta Vandalia
- Beretta 012
- Beretta 013
- Beretta 22
- Beretta 60
- Beretta 61
- Beretta 90
- Beretta 101
- Beretta 103
- Beretta 104
- Beretta 105
- Beretta 151
- Beretta 211
- Beretta 305
- Beretta 309
- Beretta 311
- Beretta 312
- Beretta 313
- Beretta 350
- Beretta 401
- Beretta 402
- Beretta 403
- Beretta 404
- Beretta 405
- Beretta 409
- Beretta 410
- Beretta 411
- Beretta 412
- Beretta 413
- Beretta 414
- Beretta 424
- Beretta 425
- Beretta 426
- Beretta 427
- Beretta 450
- Beretta 451
- Beretta 452
- Beretta 470
- Beretta 625
- Beretta 626
- Beretta 627
- Beretta 680
- Beretta 682
- Beretta 686
- Beretta 687
- Beretta 922
- Beretta 930
- Beretta 1009
- Beretta 1010
- Beretta 1011
- Beretta 1012
- Beretta 1013
- Beretta 1050
- Beretta 1200
- Beretta 1200F
- Beretta 1200FP
- Beretta 1201
- Beretta 1200F
- Beretta 1201FP3
- Beretta 1409
- Beretta 1930
- Beretta Xtrema 2
- Beretta DT-10
- Benelli Centro
- Benelli Córdoba
- Benelli Legacy
- Benelli M1
- Benelli M1 Entry Gun
- Benelli M1 Super 90
- Benelli M1 Super 90 Field
- Benelli M1 Tactical
- Benelli M2
- Benelli M3 Super 90
- Benelli M3T
- Benelli Montefeltro 20
- Benelli Nova
- Benelli Raffaello
- Benelli Super Black Eagle
- Benelli Supernova
- Benelli Ultra Lite
- Benelli Vinci
- Bernardelli B4
- Bernardelli B4/B
- Fabarm SDASS Tactical
- Fabarm SAT-8
- Franchi Diana
- Franchi LAW-12
- Franchi PA-3
- Franchi SAS-12
- Franchi SPAS-11
- Franchi SPAS-12
- Franchi SPAS-14
- Franchi SPAS-15
- HK FABARM FP6
- Perazzi MX 2005
- Valtro PM-5

## Súng tiểu liên
Argentina
- Criolla C2
- FMK-3
- Halcón M-1943
- Halcón M57
- Halcón M60
- Halcón ML-57
- Halcón ML-63
- Hafdasa C-2
- Hafdasa C-4
- Hafdasa Z-4
- MEMS M-52/60
- MEMS M-67
- MPA
- Patria
- Patria Mod 2
- FMK-3

 Armenia
- K6-92

 Áo
- Steyr-Solothurn MP.34
- Steyr MPi 69
- Steyr AUG Para
- Steyr TMP

 Ba Lan
- Bechowiec-1
- PM-63 RAK
- PM-84 Glauberyt
- PM-98
- PM-06
- KIS
- Mors
- Błyskawica

 Bỉ
- Vigneron
- Vigneron M1
- Vigneron M2
- FN P90
- Imperia
- VBR-Belgium PDW

 Bồ Đào Nha
- INDEP Lusa
- FBP m/948
- FBP m/963
- FBP m/976
- Lusa

 Brazil
- Alpha GPI
- Bergom BSM9-M1
- CEV M1
- CEV M9M1
- ENARM SMG
- INA Model 953
- IMBEL MD2A1
- MD2A1
- SM-03
- Uru
- LAPA SM-03

 Bulgaria
- Arsenal Shipka

 Chechnya
- Borz

 Chile
- FAMAE P.A.F.
- FAMAE S.A.F.

 Trung Quốc
- CF-05
- Type 64
- Type 79
- Type 85
- Chang Feng
- Type 05
- QCW-05
- JS 9 mm

 Croatia
- Agram 2000

 Đan Mạch
- Madsen m/45
- Madsen m/46
- Madsen m/50
- Madsen m/53
- Hovea m/49
- Lettet-Forsøgs

 Đức
- Civil Defence Supply MP5-224
- HK MP5
- HK MP5K
- HK MP5/10
- HK MP5/40
- HK MP5SD
- HK MP7
- HK UMP9
- HK UMP40
- HK UMP45
- HK MP10
- HK MP2000
- HK VP70
- Mauser C96
- MP.18,I Schmeisser
- MP.28,II Schmeisser
- MP 35 Bergmann
- Erma EMP-35
- Erma EMP-36
- Erma MP58
- Erma MP60
- EMP 44
- MP.38
- MP.40
- MP.41 Schmeisser
- MP 3008
- Mauser MP-57
- Dux M53
- Dux M59
- Walther MP
- Walther MPL & MPK
- VEB Maschinenpistole

 Estonia
- Tallinn Arsenal
- Arsenal M23

 Guatemala
- SM-9

 Hoa Kỳ (Mỹ)
- Thompson
- Knights Armament Company PDW
- Reising M50
- Reising M55
- M3 Grease Gun
- M50 Reising
- UD M42
- Ingram M6
- American-180
- Ares FMG
- Smith & Wesson M76
- Ruger MP9
- Calico M960
- KRISS Vector
- Colt 9mm SMG
- Colt Model 635
- Ingram MAC M10
- Ingram MAC M11
- Intratec TEC-DC9
- ITM Model 3
- Demro TAC-1
- Ingram Model 6
- Interdynamic MP-9
- M2 Hyde
- Magpul FMG-9
- Magpul PDR
- Sputter
- United Defense M42

 Hungary
- 39M
- 43M
- 53M
- KGP-9
- Kiraly Danuvia Submachine Gun Model 1939
- Danuvia 43M

 Hy Lạp
- Chropi GP10

 Indonesia
- Pindad PM2

 Israel
- UZI
- Mini Uzi
- Micro Uzi
- Uzi Pro

 Kazakhstan
- Cherkashin

 Liên hiệp Vương quốc Anh và Bắc Ireland
- BSA Welgun
- Civil Defence Supply MP5-224
- Sten
- Sputter
- Lanchester Mk.1
- MCEM 2
- MCEM 3
- MCEM 4
- MCEM 5
- Sterling
- Parker Hale PDW
- Howard Francis

 Lithuania
- Vladas Model 1992

 Luxembourg
- Sola

 Mêhico
- Mendoza HM-3

 Malaysia
- VB Berapi LP01
- VB Berapi LP02

 Nam Phi
- Milkor BXP
- Sanna 77

 Nam Triều Tiên (Hàn Quốc)
- Daewoo K7
- Daewoo XK9

 Nam Tư
- M49
- M56
- MGV-176
- Zastava M92

 Nga
- AEK-919K Kashtan
- K6-92 Borz
- PPD-40
- PPS
- PPSh-41
- PPS
- PP-19 Bizon
- PP-19-01 Vityaz
- PP-90
- PP-91 Kedr / Klin
- PP-92
- PP-93
- PP-90M
- PP-2000
- Tokarev 1927
- OTs-02 Kiparis
- OTs-22 Buk
- OTs-23 DROTIK
- OTs-33 Pernach
- OTs-69
- SR-2 Veresk
- Stechkin APS

 Nhật Bản
- Kiểu 100
- SCK-65
- Minebea PM-9
- Kiểu 2
- Nambu Kiểu 66

 Pháp
- Chauchat-Ribeyrolles 1918
- Delacre
- MAS-38
- MAT-49
- Métral
- Hotchkiss Universal
- MGD PM-9
- Gevarm D4
- DUX

 Peru
- MGP-15

 Phần Lan
- Suomi KP/-31
- Suomi M/31
- Tikkakoski M/44
- Jati-matic

 Philippines
- Floro MK-9

 Rhodesia
- Cobra
- Grot CH-9
- Kommando LDP
- Lacoste LDP
- Northwood R-76

 Singapore
- ST Kinetics CPW

 Romania
- Orita M1941
- Cugir RATMIL
- Mitralieră model 1996

 Tây Ban Nha
- CB-61
- CETME C2
- Labora
- Labora Fontbernat M-1938
- Star RU-35 SI-35
- Star Z-45
- Star Z-62 Z-70B
- Star Z-84
- DUX

 Thụy Điển
- Carl Gustav m/45
- CBJ-MS PDW
- TEC-9
- Interdynamic MP-9
- Smith & Wesson M76

 Thụy Sĩ
- B&T MP 9
- SIG 1920 1930
- SIG 310
- SIG MKMS MKPS
- SIG P-48 MP-310
- Steyr-Solothurn S1-100
- W+F Lmg.-Pist 41/44
- Rexim-Favor

 Tiệp Khắc (Cộng hòa Séc)
- ČZW-438
- ČZW-438 M9
- ČZW-9
- ČZW-9FC
- ČZW-9M
- ČZW-9PS
- Škorpion vz. 61
- Sa.23
- Skorpion EVO III
- Sa vz. 23
- ZB-47
- ZK-383

 Transnistria
- BARZ

 Venezuela
- Orinoco II

 Ukraine
- Elf
- Goblin
- TASCO 7ET9 7ET10

 Úc
- Austen Mk I
- Austen Mk II
- Owen
- F1
- MCEM 1

 Việt Nam
- K-50M

 Ý
- Villar-Perosa
- Beretta 93R
- Benelli CB-M2
- Beretta Model 1918
- Beretta Model 1938
- Beretta Model 12
- Beretta Model 3
- Beretta Model 38
- Beretta PMX
- Lercker
- Franchi LF-57
- FNAB-43
- OVP
- Socimi Type 821
- Spectre M4
- TZ-45

## Súng trường tấn công
Ai Cập
- RA-4

 Armenia
- K-3
- VAHAN

 Ấn Độ
- AMOGH
- INSAS
- Excalibur
- MINSAS
- Kalantak

 Argentina
- FARA 83

 Áo
- Steyr AUG
- Steyr AUG A1
- Steyr AUG A2
- Steyr AUG A3
- Steyr ACR
- Kepplinger HV-71
- Sturmgewehr 58

 Ba Lan
- Kbkg wz. 1960
- Kbk wz. 1988 Tantal
- Kbk wz. 1996 Mini-Beryl
- Kbs wz. 1996 Beryl
- Kbk wz. 2002 BIN
- Kbk wz. 2005 Jantar
- MSBS Radon
- Skbk wz. 1989 Onyks

 Bắc Ossetia-Alania
- Grad

 Bỉ
- FN CAL
- FN FAL
- FAL SAS
- FN FNC
- FN F2000
- FN SCAR L
- FN SCAR H
- AK-5

 Brazil
- IMBEL MD-1
- IMBEL MD-2
- IMBEL MD-3
- IMBEL MD-4
- IMBEL MD-97
- LAPA FA-03

 Bulgaria
- Bakalov

 Canada
- Diemaco C7A1
- Diemaco C7A2
- Diemaco C8
- Colt Canada C7

 Chile
- FAMAE SG 542-1
- FAMAE SG 543-1

 Colombia
- Galil ACE
- Galil ACE 21
- Galil ACE 22
- Galil ACE 23
- Galil ACE 31
- Galil ACE 32
- Galil ACE 52
- Galil ACE 53

 Costa Rica
- Breda M1935 PG

 Cộng hòa Dominica
- Cristobal

 Trung Quốc
- Type 56
- Type 63
- Type 65
- Type 81
- Type 86
- Type 86S
- Type 95 / QBZ-95
- QBZ-95B
- QBZ-95G
- QBZ-97
- QBZ-97A
- QBZ-97B
- Type 03 / QBZ-03
- CQ M311
- Norinco CQ

 Croatia
- APS-95
- VHS

 Đan Mạch
- Madsen LAR

 Đài Loan
- T65
- T86
- T91
- XT-97

 Đức
- MKb.42(H)
- MKb.42(W)
- Stg.45(M)
- HK G3
- HK 32
- HK 33
- HK 36
- HK 53
- HK G41
- HK G36
- HK G11
- HK 416
- HK 417
- HIW VSK
- Rheinmetall RH-70
- StG 44
- StG 45(M)
- Wieger StG-940
- Wimmersperg Spz-kr
- XM29 OICW
- XM8

 Hoa Kỳ (Mỹ)
- AR-15
- Armalite AR-10
- Armalite AR-18
- AAI XM70
- AAI SBR
- AAC Honey Badger
- Ares Shrike 5.56
- Armalite AR-16
- Armalite AR-18
- Armscor AK 47/22
- Barrett REC7
- Bushmaster ACR
- Bushmaster M17S
- Bushmaster M4
- CornerShot
- Colt MARS
- CMMG Mk47 Mutant
- Colt CAR-15
- Colt CAR XM-177
- Kel-Tec RFB
- LSAT
- LWRC M6
- M14
- M16
- M16A1
- M16A2
- M16A3
- M16A4
- M231
- M4
- M4A1
- MR-C
- MARS-L
- Stoner 63
- TRW LMR
- Remington GPC
- Ruger AC-556
- Ruger Mini 14GB
- LR 300-ML-A
- L129A1
- Springfield Armory SALVO
- SR-47
- XM8
- XM29 OICW
- RobArm M96 XCR
- Robinson Armament XCR
- Ruger Mini-14
- FN Mk.16
- FN Mk.17 SCAR
- Z-M Weapons LR-300
- Para USA TTR
- Olin/Winchester Salvo
- Thompson
- XM29 OICW

 Hungary
- AMD 65

 Indonesia
- Pindad SS1
- Pindad SS2
- Pindad SS3

 Iran
- Khaybar KH2002
- Fateh

 Israel
- Corner Shot
- Galil
- Galil ACE 21
- Galil ACE 22
- Galil ACE 23
- Galil ACE 31
- Galil ACE 32
- Galil ACE 52
- Galil ACE 53
- Tavor TAR-21
- Vahala LR762

 Kazakhstan
- Cherkashin

 Liên hiệp Vương quốc Anh và Bắc Ireland
- Elkins
- EM-2
- Howell
- L64/65
- L98 Cadet
- SA80 / L85
- SLEM-1
- SS09
- Sterling SAR-87

 Malaysia
- VB Berapi LP06

 Mêhico
- FX-05 Xiuhcoatl

 Myanma
- EMERK
- MA-1 Mk 1

 Nam Phi
- R4
- Rieder
- Vektor CR-21
- Truvelo Raptor

 Nam Triều Tiên (Hàn Quốc)
- Daewoo DR-200
- Daewoo DR-300
- Daewoo K1
- Daewoo K1A
- Daewoo K2
- Daewoo XK8
- Daewoo K11

 Nam Tư
- Zastava M70
- Zastava M70B
- Zastava M80
- Zastava M92

 Nga
- 2B-A-30
- 2B-A-35
- 2B-A-40
- 40-P
- 720-P
- 80.002
- 9A-91
- A-91
- A-91M
- ADK
- ADS
- AEK-971
- AK-47
- AKM
- AK-74
- AKS-74
- AKS-74U
- AK-63
- AK-101
- AK-103
- AK-102
- AK-104
- AK-105
- AK-107
- AK-108
- AK-117
- AK-15
- AK-9
- AL-7
- AN-94 Abakan
- AO-27
- AO-31
- AO-38
- AO-46
- AO-62
- AO-63
- AO-65
- AO-222
- ASh-12.7AS 44
- AG-043
- APS
- AS Val
- ASM-DT
- Baryshev AB-7,62
- Baryshev AVB-7,62
- Fedorov Avtomat
- Korobov TKB-022
- Korobov TKB-408
- Korobov TKB-517
- NA-2
- NA-4
- OC-12
- OC-14-4A
- OTs-12 Tiss
- OTs-14 Groza
- Shkval
- SR-3 Vikhr
- SR-3M Vikhr
- ShAK-12
- TKB-011 2M
- TKB-0146
- TKB-022P
- TKB-022PM
- TKB-059
- TKB-09 No. 1
- TKB-408
- TKB-517
- TKB-010
- TKB-072
- Vepr-1V

 Nhật Bản
- Howa Kiểu 64
- Howa Kiểu 89

 Peru
- Diseños Casanave SC-2005
- FAD

 Pakistan
- POF Eye

 Pháp
- FAMAS
- CEAM Modèle 1950
- MAS-54
- PAPOP
- Ribeyrolle 1918

 Phần Lan
- Valmet Sako Rk.62
- Valmet Sako 76
- Valmet Sako 95
- Valmet M76
- Valmet M82

 Philippines
- ARMSCOR M16/22
- Floro PDW

 Romania
- Pistol Mitralieră model 1963/1965
- Puşcă Automată model 1986

 Serbia
- Zastava M21
- Zastava M77
- Zastava M77B1
- Zastava M85/M90

 Singapore
- CIS SAR-80
- CIS SR-88
- SAR-80
- ST Kinetics SAR-21
- BRCM-18
- M16S1
- MRCM

 Tây Ban Nha
- CETME mod. A
- CETME mod. B
- CETME mod. 58
- CETME mod. C
- CETME mod. L
- CETME mod. LC

 Thái Lan
- Rung Paisarn RPS-001

 Thổ Nhĩ Kỳ
- Safir T-15
- Safir T-17
- MPT-76

 Thụy Điển
- Bofors AK5
- Interdynamics MKS
- Interdynamics MKR
- Saab Bofors Dynamics CBJ-MS
- AK-5
- NIVA XM1970
- GRAM 63

 Thụy Sĩ
- SIG 510 / Stgw.57
- SIG 530
- SIG 540
- SIG 542
- SIG 543
- SIG 550
- SIG 551
- SIG 552
- SIG 553
- SIG AK53
- Sturmgewehr 52
- W+F C42

 Tiệp Khắc (Cộng hòa Séc)
- SA Vz. 58
- ČZW-556
- ČZ 805
- ČZ 2000
- ČZ 522
- ZB-530

 Úc
- ADI F88 Austeyr
- AICW
- Armtech C30R
- Leader T2 MK5

 Ukraina
- Vepr
- TVGK
- Malyukz

 Ý
- Beretta AR70/90
- Beretta BM 59
- Beretta AR-70/223
- Beretta SCS-70/223
- Beretta AR 70/90
- Beretta SCP 70/90
- Beretta ARX-160
- Cei-Rigotti
- Franchi LF-58
- Franchi mod. 641
- SOCIMI AR-831

 Việt Nam
- M-18
- STL-1A
- STL-1B
- GK-1
- GK-3
- Stv-215
- Stv-380
- Stv-410
- AKn

## Súng máy hạng nhẹ/trung/nặng/đa chức năng
Áo
- Schwarzlose M07 M07/12
- Steyr-Solothurn MG 30
- Steyr AUG /HBAR
- Steyr AUG /LMG

 Ba Lan
- Ckm wz.30
- UKM-2000

 Bỉ
- FN Model D
- FN Minimi
- FN MAG
- FN BRG-15

 Brazil
- Mekanika Uirapuru

 Canada
- Huot

 Trung Quốc
- Kiểu 67
- Kiểu 80
- Kiểu 81
- Kiểu 88
- QBB-95
- Type 77
- Kiểu 85
- W85
- Kiểu 89 HMG
- QJG 02

 Đan Mạch
- Madsen
- Madsen-Saetter
- Weibel M/1932

 Đài Loan
- T74
- T75

 Phần Lan
- L/S-26
- Lahti-Saloranta M/26
- Valmet KvKK 62

 Pháp
- AA-52
- Chauchat CSRG M1915
- Darne
- Hotchkiss Portative
- Hotchkiss M1909
- Hotchkiss M1914
- Hotchkiss M1922 LMG
- Hotchkiss M1930 HMG
- MAC M1924
- MAC M1929
- MAC M1931
- MAC M1934
- MAC-58
- AAT Mod.52
- FM 24/29
- St. Étienne Mle 1907

 Đế quốc Áo-Hung
- Salvator-Dormus M1893
- Skoda M1909
- Schwarzlose MG M.07/12

 Đức
- MG 08
- MG 08/15
- MG 08/18
- MG 13
- MG 34
- MG 35/36 Knorr-Bremse
- MG 42
- MG 131
- HK121
- HK 21
- HK 23
- HK MG4
- Rheinmetall MG 3
- VMG-27

 Hoa Kỳ (Mỹ)
- Benet-Mercie M1909
- Browning M1917
- Browning M1919
- Browning M2
- Ckm wz.30
- EX-17 Heligun
- GatMalite
- Lewis
- M1895 Colt-Browning
- M1918 Browning Automatic Rifle
- Johnston Model D-1918
- Johnson M1941
- Johnson M1944
- M60
- M16 LSW / LMG
- M134 Minigun
- XM214 Microgun
- Stoner 63
- Stoner LMG
- M249 SAW
- M240
- Mk.48 mod.0
- XM312.50 cal
- LW50MG
- Infantry Automatic Rifle

 Hungary
- Kucher Model K1

 Hy Lạp
- EPK

 Israel
- Dror
- IMI Negev

 Liên hiệp Vương quốc Anh và Bắc Ireland
- Vickers Mk.I
- Vickers K
- Hotchkiss Portable Mk.I
- Lewis
- Vickers-Berthier
- Vickers.50
- Bren
- Besa
- L86A1 SA-80 LSW

 Mêhico
- Mendoza RM2

 Nam Phi
- Vector SS-77
- Mini-SS

 Nam Triều Tiên (Hàn Quốc)
- Daewoo K3

 Nam Tư
- Zastava M72
- Zastava M84

 New Zealand
- Charlton

 Nga
- 2B-P-10
- 2B-P-25
- 2B-P-40
- 6P62
- Maxim M1910/30
- Degtyarov -Shpagin Krupnokaliberny
- Degtyarov DP
- Degtyarov DPM
- Degtyarov RP-46
- Degtyarov DS-39
- Degtyarov RPD
- DShK
- DShKM
- Kalashnikov RPK
- Kalashnikov RPK-74
- SG-43 Goryunov
- Kalashnikov PK
- GShG-7,62
- Kalashnikov PKM
- Kalashnikov PKMS
- Kalashnikov PKMSN
- Kalashnikov PKT
- Kalashnikov PK Pecheneg
- PM M1910
- NSV 'Utes'
- Kord
- RPK
- RPK-74
- RPK-16
- RPD
- KPV
- YakB-12,7

 Nhật Bản
- Ho-103
- Kiểu 01
- Kiểu 03
- Kiểu 92 hạng nặng
- Kiểu 92 hạng nhẹ
- Kiểu 11
- Kiểu 96
- Kiểu 97
- Kiểu 99
- Sumitomo NTK-62

 Singapore
- CIS/STK Ultimax 100
- CIS 50MG

 Tây Ban Nha
- CETME Ameli

 Thụy Điển
- Knorr-Bremse m/40
- Kg m/40
- Ksp m/42

 Thụy Sĩ
- Furrer M25
- SIG KE-7
- Steyr-Solothurn MG 30
- SIG MG 50
- SIG MG 710-3
- MG 51

 Tiệp Khắc (Cộng hòa Séc)
- ZB vz.26
- ZB vz.37
- ZB vz.50
- ZB vz.52
- ZB vz.53
- ZB vz.57
- ZB vz.60
- UK vz.59

 Úc
- F2A2
- F89 Minimi

 Ý
- Breda 30
- Breda M37
- Breda M1930
- Breda M1937
- Fiat-Revelli Modello 1914
- Fiat-Revelli Modello 1935

## Súng phun lửa
Ba Lan
- K pattern

 Đức
- Abwehrflammenwerfer 42
- Einstossflammenwerfer 46
- Flammenwerfer 35
- Flammenwerfer M.16.
- Grossflammenwerfer
- Handflammpatrone
- Kleinflammenwerfer
- Wechselapparat

 Hoa Kỳ
- M132
- M1A1
- M2
- M9
- Ronson

 Liên hiệp Vương quốc Anh và Bắc Ireland
- Flamethrower, Portable, No 2
- Lagonda
- Livens Large Gallery Flame Projector

 Nam Phi
- Blaster

 Nhật Bản
- Kiểu 93
- Kiểu 100

 Nga
- LPO-50
- ROKS
- OT-34
- T-26

## Súng không giật
Argentina
- Model 1968

 Trung Quốc
- Kiểu 78

 Đức
- 7.5 cm Leichtgeschütz 40
- Panzerfaust

 Hoa Kỳ
- Davis gun
- Davy Crockett (hạt nhân)
- M18
- M20
- M40
- M50 Ontos
- M67

 Liên hiệp Vương quốc Anh và Bắc Ireland
- Ordnance, RCL, 3.45 in
- L6 Wombat

 Nga
- B-10
- B-11
- SPG-9
- RPG-2

 Nhật Bản
- Kiểu 60

 Pháp
- Vespa 150 TAP

 Phần Lan
- 95 S 58-61

 Thụy Điển
- Carl Gustav
- Pvpj 1110

 Tiệp Khắc (Cộng hòa Séc)
- Tarasnice

 Yugoslavia
- M60

 Ý
- Breda Folgore

### Súng phóng tên lửa vác vai/Hệ thống phóng tên lửa
Argentina
- Mathogo

 Ba Lan
- Grom

 Bồ Đào Nha
- RL-83 Blindicide

 Brazil
- ALAC
- MSS-1.2

 Canada
- ERYX

 Trung Quốc
- HJ-8
- HJ-9
- HJ-10
- FHJ 84
- PF-89
- PF-98
- RPG Kiểu 69

 Đan Mạch
- Aris IV

 Đức
- 8.8 cm Raketenwerfer 43
- Armbrust
- MATADOR
- Panzerfaust 3
- Panzerfaust 44
- Panzerschreck

 Hoa Kỳ
- Airtronic USA RPG-7
- Airtronic USA Mk 777
- AT4
- Bazooka
- BGM-71 TOW
- FIM-43 Redeye
- FIM-92 Stinger
- FGM-148 Javelin
- FGM-172 SRAW
- FGR-17 Viper
- M47 Dragon
- M72 LAW
- M136
- M202
- Mk 153

 Iran
- Saegheh
- Toophan
- Toophan 2

 Israel
- B-300
- MAPATS
- MATADOR
- Spike

 Liên hiệp Vương quốc Anh và Bắc Ireland
- Blowpipe
- Javelin
- LAW 80
- Starstreak

 Nam Phi
- Ingwe

 Nam Tư
- M80
- M90

 Nhật Bản
- Kiểu 01 LMAT
- Kiểu 4 70 mm AT
- Kiểu 79 Jyu-MAT
- Kiểu 87 Chu-MAT
- Kiểu 87 ATM
- Kiểu 91

 Nga
- 9K111 Fagot
- 9M113 Konkurs
- 9K115 Metis
- 9K115-2 Metis-M
- 9M123 Khrizantema
- 9K32 Strela-2
- 9K34 Strela-3
- 9K38 Igla
- 9M133 Kornet
- MRO-A
- PG-7VR
- RPG-7
- RPG-16
- RPG-18
- RPG-22
- RPG-26
- RPG-27
- RPG-28
- RPG-29
- RPG-32
- RPO-A Shmel
- RPO-M
- RShG-1
- RShG-2
- RMG
- SPG-82

 Pakistan
- Anza

 Palestine
- Al-Bana
- Batar
- Yasin

 Pháp
- APILAS
- LRAC F1
- Mistral
- Wasp 58

 Serbia
- Bumbar

 Singapore
- MATADOR

 Tây Ban Nha
- Alcotán-100
- C90
- PzF 44

 Thụy Điển
- AT4
- Bantam
- BILL 1
- BILL 2
- Miniman
- RBS-70

 Tiệp Khắc (Cộng hòa Séc)
- RPG-75
- RPG-76 Komar

 Ý
- Breda Folgore

## Súng phóng lựu
Ba Lan
- Granatnik wz.36
- Pallad

 Bồ Đào Nha
- Dilagrama m/65

 Trung Quốc
- Kiểu 91

 Đức
- HK AG-C/GLM
- HK AG36
- HK69
- HK79
- M320
- Schiessbecher
- XM25 CDTE
- XM29 OICW

 Hàn Quốc
- Daewoo K11

 Hoa Kỳ
- China Lake
- EX 41
- MM-1
- M203
- M7
- M79
- OCSW
- XM148
- XM25 CDTE
- XM29 OICW

 Liên hiệp Vương quốc Anh và Bắc Ireland
- Northover Projector
- PIAT

 Nam Phi
- Milkor MGL
- Neopup PAW-20

 Nga
- 80.002
- BS-1 Tishina
- Device
- Device D
- DP-64
- GP-25
- GP-30
- OKG-40 Iskra
- RG-6
- RGS-50M
- GM-94

 Nhật Bản
- Kiểu 2
- Kiểu 10
- Kiểu 89
- Kiểu 100

 Pháp
- LGI Mle F1
- PAPOP

 Romania
- Aruncător de grenade 40 mm

 Tiệp Khắc (Cộng hòa Séc)
- ČZW-40

 Thái Lan
- BTS-203

 Thụy Sĩ
- GL-06
- SIG GL 5040

 Transnistria
- PMR

 Úc
- AICW
- Metal Storm

### Súng phóng lựu tự động
Belarus
- UAG-40

 Trung Quốc
- QLZ-87
- QLB-06

 Đức
- HK GMG

 Hàn Quốc
- Daewoo K4

 Hoa Kỳ
- M129
- M75
- Mk 18
- Mk 19
- Mk 20
- Mk 47 Striker
- XM174
- XM307 ACSW

 Nam Phi
- Vektor Y3 AGL

 Nga
- AG-2
- 6G27 Balkan
- AGS-17
- AGS-30

 Nhật Bản
- Howa Kiểu 96

 Singapore
- CIS 40 GL

 Tây Ban Nha
- SB LAG 40

 Tiệp Khắc (Cộng hòa Séc)
- RAG-30

 Ukraina
- UAG-40

## Pháo

### Lựu pháo
Nhật Bản
- Type 4 15 cm howitzer
- Type 41 75 mm Cavalry Gun
- Type 91 10 cm Howitzer
- Type 38 15 cm howitzer
- Type 96 15 cm Howitzer

 Canada
- GC-45 howitzer

 Pháp
- Canon de 155 C modèle 1917 Schneider
- Canon de 105 court mle 1934 Schneider
- Canon de 105 court mle 1935 B
- Canon de 155 C modèle 1915 St. Chamond
- Obusier de 155 mm Modèle 50
- TRF1

 Vương quốc Liên hiệp Anh và Bắc Ireland
- 6 inch 30 cwt howitzer
- 6 inch 26 cwt howitzer
- BL 5 inch Howitzer
- BL 5.4 inch Howitzer
- BL 7.2 inch Howitzer Mk.I
- BL 8 inch Howitzer Mk I – V
- BL 8 inch Howitzer Mk VI – VIII
- M777 howitzer
- Ordnance QF 25-pounder Short
- Ordnance QF 25 pounder
- Royal Ordnance Light Towed Howitzer
- RML 6.3 inch Howitzer
- Long Cecil
- FH-70
- QF 4.5 inch Howitzer

 Ý
- Obice da 105/14
- Obice da 149/19 modello 37
- Obice da 210/22
- FH-70

 Đức
- 10.5 cm Feldhaubitze 98/09
- 10.5 cm Feldhaubitze M.12
- 10.5 cm leFH 16
- 10.5 cm leFH 18
- 10.5 cm leFH 18M
- 10.5 cm leFH 18/40
- 15 cm sFH 02
- 15 cm sFH 13
- 15 cm sFH 18
- 15 cm sFH 36
- 21 cm Mörser 10
- 21 cm Mörser 16
- 21 cm Mörser 18
- FH-70

 Hoa Kỳ
- 240 mm howitzer M1
- 6 inch field howitzer M-1908
- M101 howitzer
- M102 howitzer
- M114 155 mm howitzer
- M116 howitzer
- M115 howitzer
- M119 howitzer
- M198 howitzer
- M3 howitzer

 Nam Phi
- G5 howitzer
- G7 howitzer
- GHN-45 howitzer

 Tiệp Khắc
- 10 cm houfnice vz. 30 (Howitzer)
- 15 cm hrubá houfnice vz. 25

 Đế quốc Áo-Hung
- 10 cm M. 14 Feldhaubitze
- 15 cm schwere Feldhaubitze M 14
- 15 cm schwere Feldhaubitze M 15

 Thụy Điển
- 10.5 cm Howitzer Model 1924
- Haubits FH77/A

 Iran
- HM-40
- HM-41

 Na Uy
- 12 cm felthaubits/m32

 Úc
- Ordnance QF 25-pounder Short

 Trung Quốc
- Type 54 howitzer
- Type 60 howitzer
- Type 66 gun-howitzer
- Type 89 howitzer

 Singapore
- FH-88
- FH-2000
- SLWH Pegasus

 Israel
- Soltam M-68
- Soltam M-71

 Nga
- 122 mm howitzer M1909
- 122 mm howitzer M1910
- 122 mm howitzer M1910/30
- 122 mm howitzer M1909/37
- 122 mm howitzer M1938 (M-30)
- 122 mm howitzer 2A18 (D-30)
- 152 mm howitzer M1909/30
- 152 mm howitzer M1910/37
- Lựu pháo 152 mm kiểu 1937 (ML-20)
- 152 mm howitzer M1938 (M-10)
- 152 mm howitzer M1943 (D-1)
- 152 mm howitzer 2A65
- 152 mm towed gun-howitzer M1955 (D-20)
- 203 mm howitzer M1931 (B-4)
- D-74 122 mm

### Lựu pháotự hành
Nhật Bản
- Type 4 Ho-Ro
- Type 74 105 mm Self-propelled howitzer
- Type 75 155 mm Self-propelled howitzer
- Type 99 155 mm Self-propelled howitzer

 Canada
- Sexton

 Pháp
- AMX 30 AuF1
- CAESAR self-propelled howitzer
- GCT 155mm
- Mk F3 155mm

 Vương quốc Liên hiệp Anh và Bắc Ireland
- AS-90
- Bishop
- FV433 Abbot SPG

 Ý
- Palmaria
- VCA 155

 Argentina
- VCA 155

 Thụy Điển
- ARCHER Artillery System

 Đức
- Wespe
- StuH 42
- Pháo tự hành Hummel

 Hoa Kỳ
- 105mm Howitzer Motor Carriage M37
- M107
- M109 howitzer
- M109A6 Paladin
- M110 howitzer
- M37 105 mm Howitzer Motor Carriage
- M41 155 mm Howitzer Motor Carriage
- M55 howitzer
- XM2001 Crusader
- M777 155mm Howitzer

 Iran
- Raad-1
- Raad-2

 Israel
- ATMOS 2000
- Rascal

 Singapore
- SSPH Primus

 Tiệp Khắc
- 152mm SpGH DANA

 Nam Phi
- G6 howitzer

 Slovakia
- 155mm SpGH ZUZANA

 Serbia
- Nora B-52

 Trung Quốc
- PLZ-05
- PLZ-45
- Type 54 SPA
- Type 83 SPA
- Type 85 SPA

 Nga
- 2S1 Gvozdika
- 2S3 Akatsiya
- 2S5 Giatsint
- 2S19 MSTA-S
- 2S7 Pion
- 2A3 Kondensator 2P
- 2B1 Oka